# Ягодник, Горан
Горан Ягодник (словен. Goran Jagodnik; родился 23 мая 1974 г. в Копере, СР Словения, СФРЮ) — словенский профессиональный баскетболист, игравший на позиции лёгкого форварда.

## Карьера
Горан Ягодник свою игровую карьеру начал в «Копере», где сыграл три сезона, прежде чем уехал в Пользель, где играл следующие пять сезонов. затем он переехал в Турцию, играя за клуб «Turk Telekom», а затем за турецкий «Kolejliler», где оставался лишь половину сезона и в том же сезоне переехал в Швейцарию, клуб «Олимпик» из Лозанны. В сезоне 2001-2002 он играл за российский «Локомотив». 2002 год он начал с матчей в Польше, где четыре сезона очень успешно выступил за польский «Проком». Он надеялся, что с его помощью команда выиграет Кубок Польши и победит в национальном чемпионате. В 2003 году он хорошо зарекомендовал себя в финале кубка чемпионов ФИБА. Далее следовал сезон 2006-2007 годов, который он начал в России, но вскоре переехал в Италию и провёл сезон в польском Anwilu из Влоцлавека. В сезоне 2007-2008 годов он подписал контракт в Vršcu, где играл за команду «Хемофарм». После этого уехал в Чехию, в которой в сезоне 2008-2009 годов играл за команду «Нимбурк». В начале сезона 2009-2010 годов один месяц играл в команде в Пользеле, а в октябре вернулся в «Хемофарм». Также Ягодник сыграл в финале национального чемпионата Сербии и в полуфинале адриатической лиги. В играх за «Хемофарм» он набрал в среднем 10,1 очков, 4,6 вбросов мяча в адриатической лиге и 12,5 очков и 3,8 вброса в играх за Еврокубок.

## Клубная карьера
За свою карьеру Ягодник играл в клубах Копер и Kovinotehna Polzela Словении, в Türk Telekom и Kolejliler Турции, швейцарском «Олимпике» из Лозанны, Anwil Wloclawek и Prokom Trefl Польши, «Динамо» Москва и «Локомотив» Минеральные Воды России, Legea Scafati в Италии, Hemofarm Vršac в Сербии. В настоящее время играет за сборную Словении.

## Игры в сборных
В составе сборной Словении он сыграл в пяти чемпионатах континента, начиная с Чемпионата Европы по баскетболу 1997, 1999 и 2001 годов. Позднее, тренер Aleš Pipan отобрал его для участия в Чемпионате Европы по баскетболу 2007. Ягодник появился снова на последнем, Чемпионате Европы по баскетболу 2009 под руководством тренера Юрия Здовца; в том сезоне ему было 32 года и он являлся самым старшим членом команды.

## Награды и достижения
- Хопси Ползела (1994—1999)
  -  Кубок Словении: 1996
- Проком (2002—2006)
  -  Чемпионат Польши: 2003-2004, 2004-2005, 2005-2006
  -  Кубок Польши: 2006
- Нимбурк
  -  Чемпионат Чехии: 2008-2009
- Олимпия (2010—2012)
  -  Кубок Словении: 2011
  - Евролига 2010/2011 MVP Октября

## Статистика
| Сезон                                                                                   | Команда           | Лига               | GP  | GS | MPG  | FG%  | 3P%  | FT%  | RPG | APG | SPG | BPG | PPG  |  |
| 2011/12                                                                                 | Все клубы         | Все лиги           | 24  | 1  | 14,7 | 33,7 | 25,0 | 86,8 | 3,8 | 0,5 | 0,4 | 0,1 | 4,8  |  |
| 2011/12                                                                                 | Олимпия (Любляна) | Чемпионат Словении | 16  | 1  | 14,6 | 33,3 | 18,4 | 91,7 | 3,9 | 0,6 | 0,5 | 0,1 | 4,8  |  |
| 2011/12                                                                                 | Олимпия (Любляна) | Адриатическая Лига | 8   | 0  | 14,9 | 34,5 | 36,4 | 78,6 | 3,5 | 0,5 | 0,3 | 0,0 | 4,9  |  |
| 2012/13                                                                                 | Хопси Ползела     | Чемпионат Словении | 18  | 17 | 29,3 | 42,9 | 34,2 | 90,4 | 6,8 | 1,4 | 1,2 | 0,1 | 17,3 |  |
| 2013/14                                                                                 | Хопси Ползела     | Чемпионат Словении | 34  | 34 | 30,6 | 42,8 | 35,1 | 83,9 | 8,5 | 1,8 | 1,4 | 0,3 | 15,1 |  |
| 2014/15                                                                                 | Все клубы         | Все лиги           | 29  | 18 | 23,0 | 39,9 | 34,6 | 85,6 | 5,3 | 1,9 | 1,1 | 0,2 | 10,4 |  |
| 2014/15                                                                                 | Хопси Ползела     | Чемпионат Словении | 14  | 14 | 32,5 | 39,0 | 30,6 | 85,7 | 7,4 | 2,7 | 1,5 | 0,2 | 15,6 |  |
| 2014/15                                                                                 | Олимпия (Любляна) | Чемпионат Словении | 12  | 4  | 14,4 | 43,9 | 42,3 | 90,9 | 3,7 | 1,0 | 0,8 | 0,2 | 5,9  |  |
| 2014/15                                                                                 | Олимпия (Любляна) | Адриатическая Лига | 3   | 0  | 13,7 | 35,7 | 33,3 | 50,0 | 2,0 | 1,7 | 1,0 | 0,0 | 4,0  |  |
|                                                                                         |                   | Всего              | 105 | 70 | 24,6 | 41,2 | 33,0 | 86,4 | 6,2 | 1,5 | 1,1 | 0,2 | 11,8 |  |
| Наведите курсор мыши на аббревиатуры в заголовке таблицы, чтобы прочесть их расшифровку |                   |                    |     |    |      |      |      |      |     |     |     |     |      |  |